# ديكستر دانيلز
ديكستر دانيّلز (بالإنجليزية: Dexter Daniels)‏ هو لاعب كرة قدم أمريكية أمريكي، ولد في 8 ديسمبر 1973 في فالدوستا في الولايات المتحدة.

## وصلات خارجية
- ديكستر دانيلز على موقع مرجع كرة القدم المحترفة.كوم (الإنجليزية)